# Taillet
Taillet es una comuna francesa situada en el departamento de Pirineos Orientales, en la región de Occitania.

## Demografía
| 27 | 56 | 47 | 52 | 74 | 83 | 103 |
| Para los censos de 1962 a 1999 la población legal corresponde a la población sin duplicidades (Fuente: INSEE [Consultar]) |    |    |    |    |    |     |

## Lugares y monumentos
- Iglesia Sant Pere
- Capilla Notre-Dame de Roure